# 豪華戲院

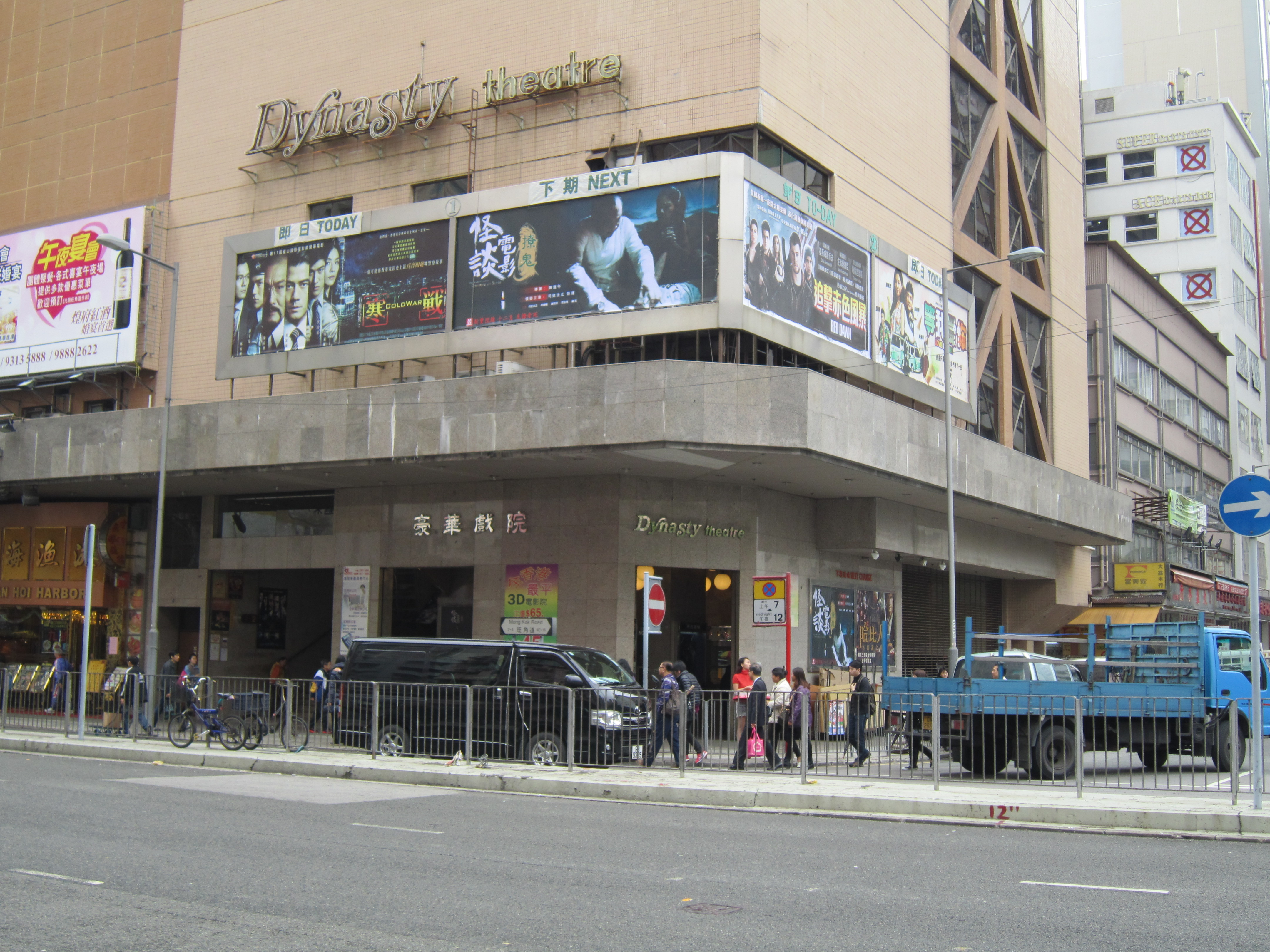
豪華戲院

豪華戲院（英語：Dynasty Theatre）是香港一間已經結業並拆卸的戲院，位於九龍旺角旺角道4號，由1990年代初經營至2010年代末，結業前是香港其中最後一間仍經營的舊式單幢大型戲院，而且是全港座位數量最多的戲院。

## 歷史

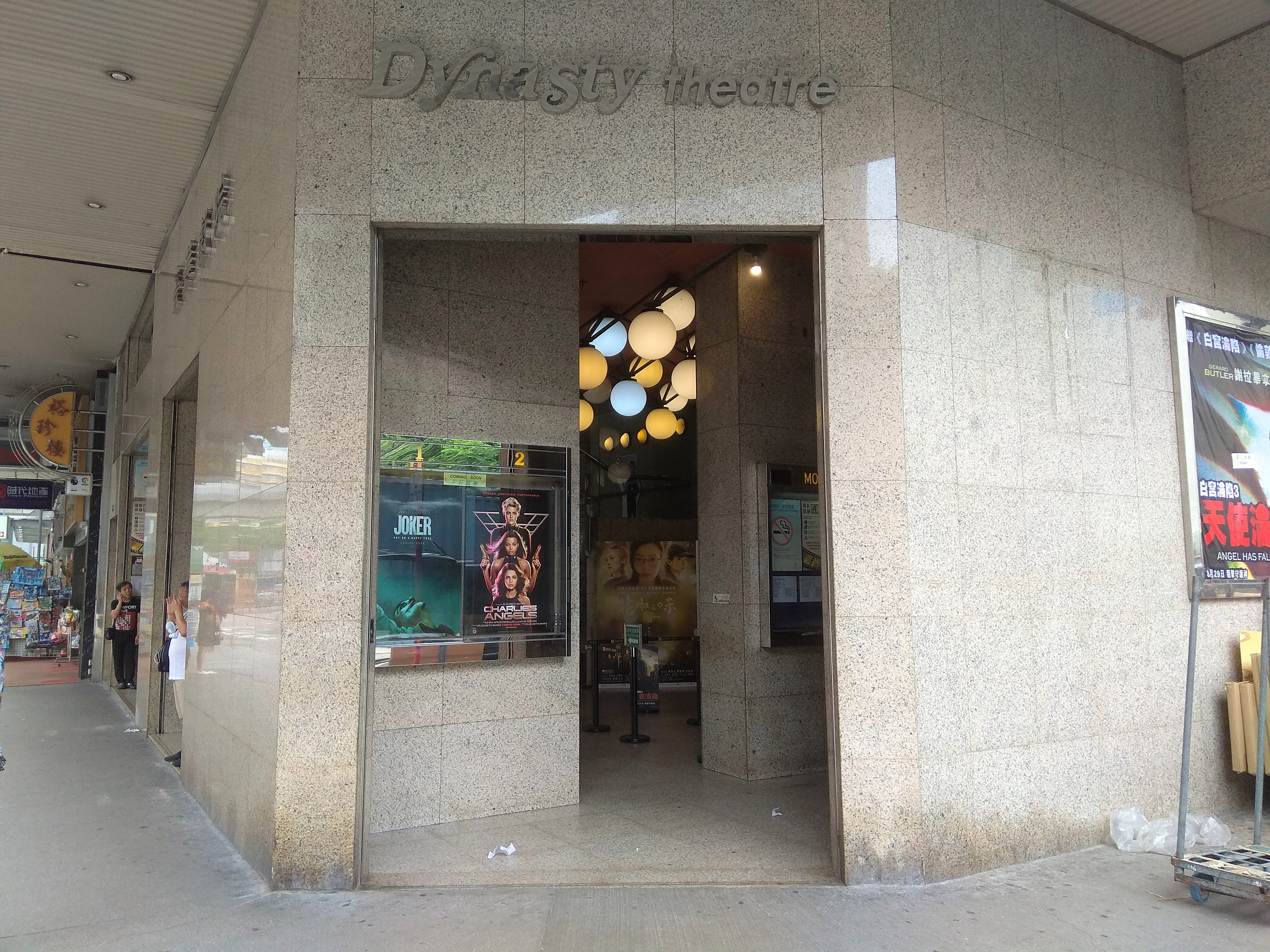
豪華戲院售票大堂入口

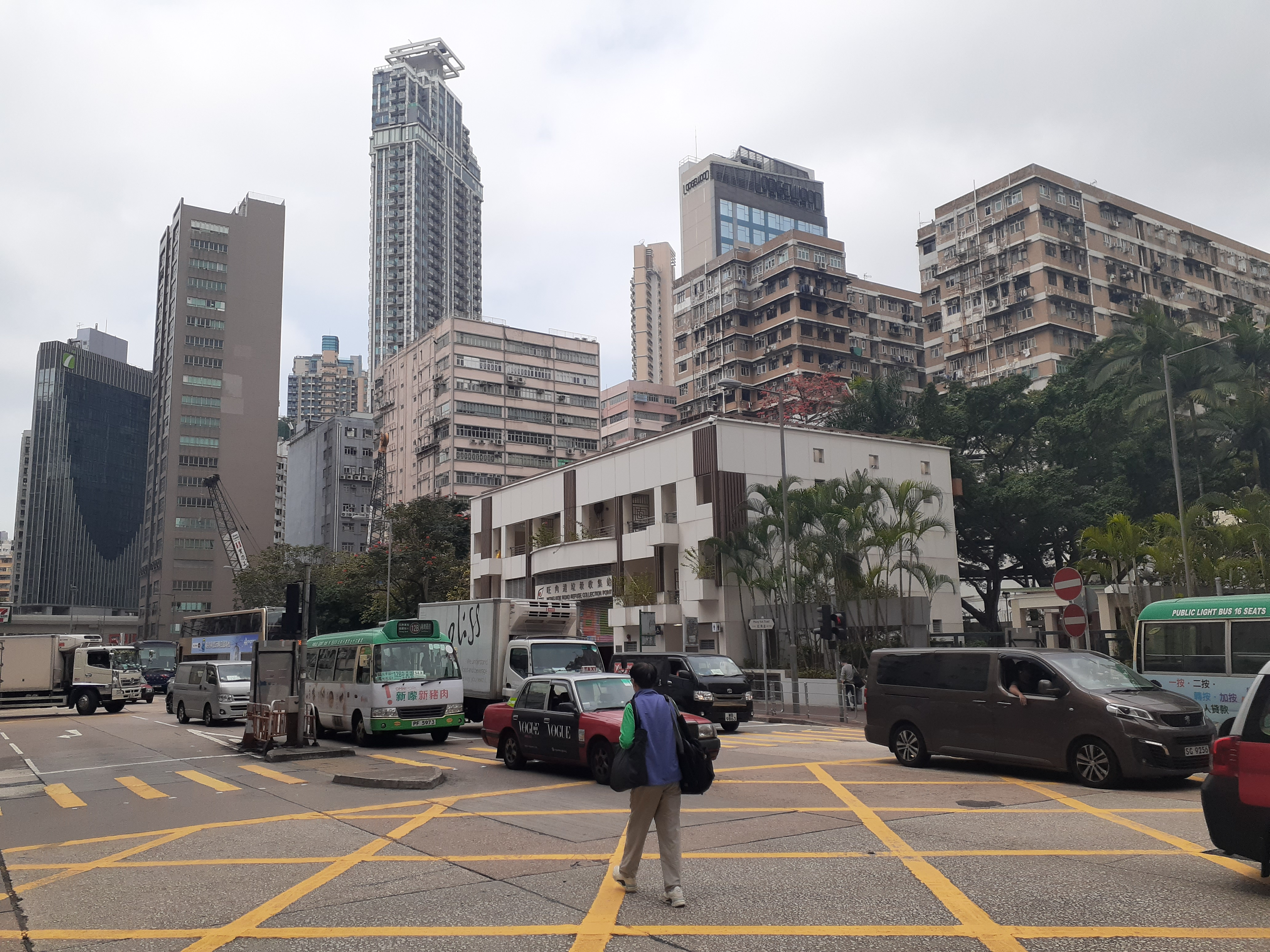
已拆卸的豪華戲院

豪華戲院於1991年2月2日開幕，由新寶娛樂有限公司營運，屬新寶院線。豪華戲院坐落於旺角道豪華廣場內，是一座六層高獨立戲院式建築，前身是廣生機器廠及Cheong Shing Building。豪華戲院有垂直式佈局，售票大堂位於地下，以長扶手電梯連接樓上2間放映院，放映院合共設有1920個座位，其中一間特設二樓超等座。大廈內亦設有新寶院線的寫字樓和試片室。
豪華戲院開幕時適逢賀歲片檔期，首映電影分別為《整蠱專家》和《寶貝智多星》。開業初年，豪華戲院不時被西片發行商選作首映場地，並安排在該院招待電影業界和影評人。
豪華戲院的映院面積龐大，螢幕更乎兩層樓高，千個座位以拋物線向上發展。映院坐椅屬鐵製鋪了紅色或綠色的海綿布墊。售票大堂設有數個傳統售票窗口，天花有數十盞波燈燈飾。豪華戲院沒有設小賣部，亦不設會員制度。戲院外牆和設有即日放映和下期放映畫板和燈箱。
2000年代初起，隨著油尖旺區不少新型連鎖戲院開幕，位於旺角二線地段的豪華戲院入場人數開始下降。戲院的設備變得殘舊，許多坐椅布墊被劃破，露出海綿綿芯、螢幕有污跡，音響質素不佳，由於映院面積大，常常有人在後座偷偷食煙。而豪華戲院一直不設網上售票，觀眾需親身到戲院售票處劃位購票，票價一般較其他連鎖戲院為低。
2018年，豪華廣場業主向城規會提交申請，將戲院改劃作商業用途，以發展一幢24層的「銀座式商廈」。2019年11月29日，新寶院線宣佈豪華戲院結業，結束28年放映歷史，戲院隨即拆卸重建。該影院放映的最後一場電影為《魔雪奇緣2》。

## 流行文化
- 2015年10月22日上映的電影《王家欣》(黃又南、吳千語主演)，以豪華戲院為重要拍攝場景，由女配角盛君飾演1992年的豪華戲院售票員，由此帶出尋找王家欣的故事。

## 參看
- 香港已結業戲院列表
- 粉嶺戲院
- 元朗戲院